# Petrejoides
Petrejoides es un género de coleóptero de la familia Passalidae.

## Especies
Las especies de este género son:
- Petrejoides abnormalis
- Petrejoides caldasi
- Petrejoides caralae
- Petrejoides chiapasae
- Petrejoides chocoensis
- Petrejoides frantzi
- Petrejoides guatemalae
- Petrejoides hirsutus
- Petrejoides jalapensis
- Petrejoides michoacanae
- Petrejoides mysticus
- Petrejoides orizabae
- Petrejoides panamae
- Petrejoides pokomchii
- Petrejoides reyesi
- Petrejoides silvaticus
- Petrejoides subrecticornis
- Petrejoides tenuis
- Petrejoides varius
- Petrejoides wagneri